# パッソレ県
パッソレ県(フランス語：Passoré)はブルキナファソの北部地方の県。
2006年の人口は約32.3万人。
県都はヤコ。

## 行政区画

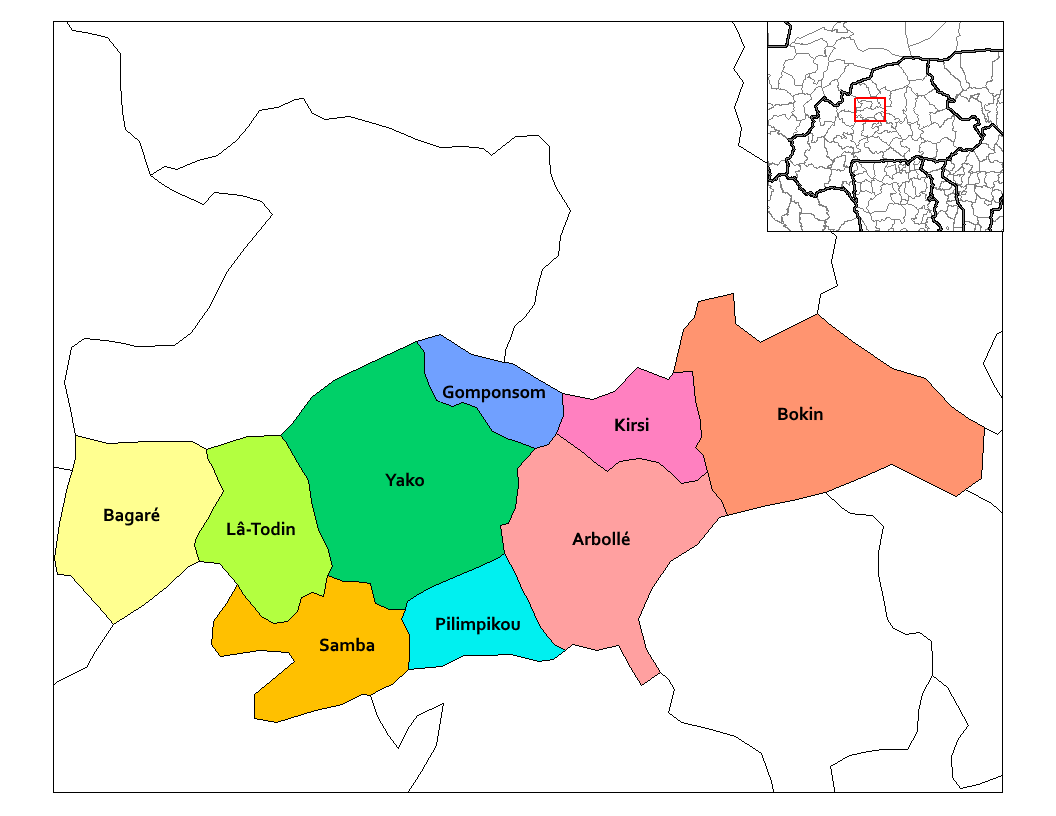
パッソレ県の郡

| 郡             | 郡都         | 2006年の人口 |
| -------------- | ------------ | ------------ |
| アルボレ郡     | アルボレ     | 21,202       |
| バガレ郡       | バガレ       | 40,038       |
| ボキン郡       | ボキン       | 55,968       |
| ゴンポンソム郡 | ゴンポンソム | 19,884       |
| キルシ郡       | キルシ       | 10,746       |
| ラ・トディン郡 | ラ・トディン | 28,077       |
| ピリンピク郡   | ピリンピク   | 19,884       |
| サンバ郡       | サンバ       | 10,746       |
| ヤコ郡         | ヤコ         | 28,077       |

## 地理
- 北：ヤテンガ県
- 北東：バム県
- 東：サンテマンガ県
- 南東：ウブリテンガ県
- 南南東：クルウェゴ県
- 南：ブルキアンデ県
- 南西：サンギエ県
- 西：ナヤラ県
- 北西：スル県
- 北北西：ゾンドマ県

## 教育
2011年時点で、316の小学校と39の中学校が有った。

## 医療
2011年時点で、42の診療所と、3人の医者と、73人の看護師が存在した。